# Wahlkreis Pozsony I
Der Wahlkreis Pozsony I war ein Wahlkreis im Komitat Pozsony für die Wahlen des Abgeordnetenhauses im Ungarischen Reichstag (bis 1867 Landtag genannt).

## Beschreibung
Der Wahlkreis war einer von zehn im Komitat, das im Nordwesten des Königreichs Ungarn lag. Neben dem Wahlkreis Pozsony II war er einer der beiden Wahlkreise der Stadt Pozsony. Der Wahlkreis grenzte im Norden an die Wahlkreise Stomfa und Bazin, im Osten an den Wahlkreis Pozsony II und im Süden und Westen an das in Cisleithanien gelegene Erzherzogtum Österreich unter der Enns. Nach dem Ersten Weltkrieg musste Ungarn das Gebiet durch den Vertrag von Trianon 1920 an die Tschechoslowakei abtreten. Der Wahlkreis wurde aufgelöst.

## Abgeordnete
Folgende Abgeordnete wurden bei den Wahlen im Wahlkreis Pozsony I gewählt:
| Name                                                                           | Partei                                                          | Wahl   | Amtszeit                              |
| ------------------------------------------------------------------------------ | --------------------------------------------------------------- | ------ | ------------------------------------- |
| József Neszter                                                                 | –                                                               | 1848   | 21. Juli 1848 – 24. März 1849         |
| Emil Dessewffy                                                                 | Felirati Párt (Adress-Partei)                                   | 1861   | 6. April – 22. August 1861            |
| Lajos Geduly                                                                   | Deák Párt (Deák-Partei)                                         | 1865   | 14. Dezember 1866 – 9. Dezember 1868  |
| József Szlávy                                                                  | Deák Párt (Deák-Partei)                                         | 1869   | 22. April 1869 – 15. April 1872       |
| József Szlávy                                                                  | Deák Párt (Deák-Partei)                                         | 1872   | 3. September 1872 – 24. Mai 1875      |
| József Szlávy                                                                  | Szabadelvű Párt (Liberale Partei)                               | 1875   | 30. August 1875 – 29. Juni 1878       |
| József Szlávy                                                                  | Szabadelvű Párt (Liberale Partei)                               | 1878   | 19. Oktober 1878 – 12. April 1880 1   |
| Pál Sennyey                                                                    | mérsékelt pártonkívüli (gemäßigter Parteiloser)                 | 1880 2 | 19. Mai 1880 – 1. Juni 1881           |
| Pál Sennyey                                                                    | Mérsékelt Ellenzék (gemäßigte Opposition)                       | 1881   | 26. September 1881 – 19. Mai 1884     |
| Ágoston Trefort                                                                | Szabadelvű Párt (Liberale Partei)                               | 1884   | 27. September 1884 – 25. Mai 1887     |
| Dezső Szilágyi                                                                 | Szabadelvű Párt (Liberale Partei)                               | 1887   | 28. September 1887 – 4. Januar 1892   |
| Dezső Szilágyi                                                                 | Szabadelvű Párt (Liberale Partei)                               | 1892   | 20. Februar 1892 – 3. Oktober 1896    |
| Dezső Szilágyi                                                                 | Szabadelvű Párt (Liberale Partei)                               | 1896   | 25. November 1896 – 31. Juli 1901 (†) |
| Dani Molec                                                                     | Szabadelvű Párt (Liberale Partei)                               | 1901   | 26. Oktober 1901 – 3. Januar 1905     |
| Dani Molec                                                                     | Szabadelvű Párt (Liberale Partei)                               | 1905   | 17. Februar 1905 – 19. Februar 1906   |
| Ottó Sziklay                                                                   | Függetlenségi és 48-as Párt (Unabhängigkeits- und '48er-Partei) | 1906   | 21. Mai 1906 – 31. März 1910          |
| Károly Hieronymi                                                               | Nemzeti Munkapárt (Nationale Partei der Arbeit)                 | 1910   | 23. Juni 1910 – 4. Mai 1911 (†)       |
| Béla Tauscher                                                                  | Nemzeti Munkapárt (Nationale Partei der Arbeit)                 | 1910 2 | 8. Juni 1911 – 16. November 1918      |
| 1 Mandat aufgrund der Ernennung zum k.u.k. Finanzminister abgelegt. 2 Nachwahl |                                                                 |        |                                       |